# Quadrotrombone
Een quadrotrombone is een lid van de trombonefamilie. De trombone heeft voor kleinere mensen het nadeel dat de schuif nogal ver verschoven moet worden om de laagst mogelijke verlaging van de basistoon te (kunnen) halen. Om dat probleem te verhelpen is er een variant op de markt, die door middel van een schuif in dubbelgevouwen uitvoering, een kleinere reikwijdte behoeft. De quadrotrombone is een variant van de Bes-trombone, het meest bespeelde type uit de trombonefamilie. 
Het koperblaasinstrument zal men alleen bij het lesgeven zien; het instrument is uit productie, alhoewel de fabrikant het ook aanraadde bij marsen en shows vanwege de veel kortere draaicirkel.  